# Alucitidae
Alucitidae (many-plumed moths) là một họ bướm đêm thuộc bộ Cánh vẩy với cánh bị biến đổi bất thường. Đây là một họ nhỏ với khoảng 130 loài trên khắp thế giới đã được miêu tả gần đây, phân bố chủ yếu ở vùng có khí hậu ấm và ôn hòa (không phải nhiệt đới); đôi khi khoảng 20 loài của họ Tineodidae cũng được xếp vào họ này, thành liên họ Alucitoidea.

## Hình ảnh

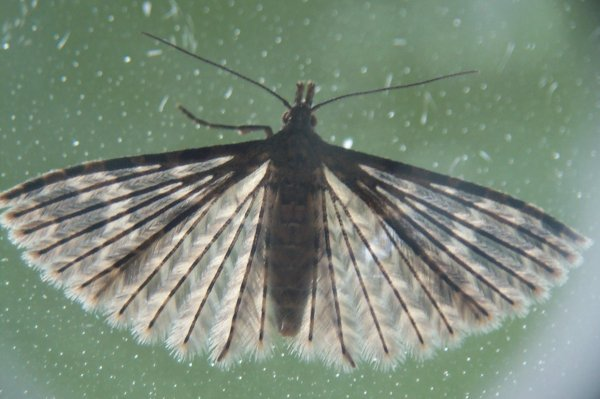
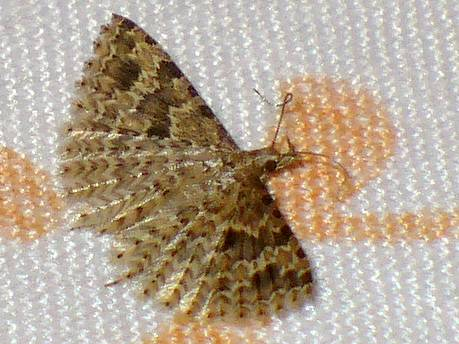
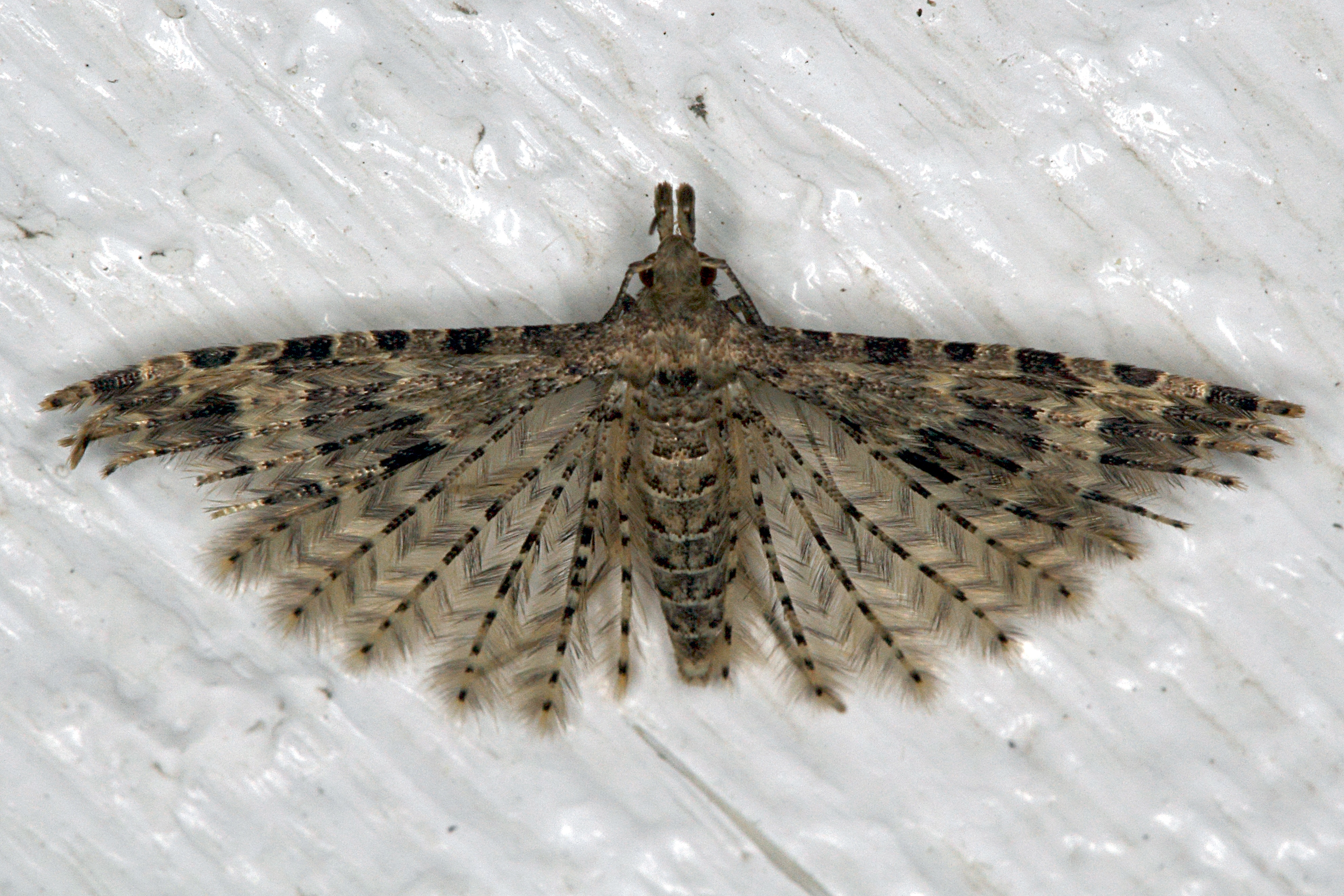